# Ruha
Ruha (auch Rūhā, persisch: Geist) ist eine  mythische Gestalt der Mandäer.
Ruha ist eine Dämonin, die über Tibil (Welt der Finsternis) herrscht, die sie zusammen mit ihrem Sohn, Bruder und Gatten Ur erschaffen hat. Mit Ur zeugt sie auch die Sieben Planeten und die Zwölf Tierkreise.
Sie versuchte, Adam pagria zum Irrtum zu verführen. Am Ende der Tage wird sie zusammen mit Tibil vernichtet werden.